# 水森千子
水森千子（日语：／ Mizumori Chiko，2月15日—）是一名日本女性聲優，埼玉縣出身，BLACK SHIP所屬。

## 人物
水森曾隸屬於同人舍（現為アル・シェア）以及Stay Luck。  
2014年，她參加了串流平台SHOWROOM內的聲優團體，並為雪乃真白一角配音，該活動持續至2016年。  
2016年，她進入Stay Luck附屬的聲優演員養成所「Follow-Up」，並於2018年正式加入Stay Luck。  
2024年3月31日，她宣布於當日離開Stay Luck。  
2024年7月1日，她透過個人社群媒體宣布轉籍至BLACK SHIP，同時將藝名由杉村千香子更改為水森千子。

## 演出作品
※粗體字為主要角色。

### 電視動畫
2017年
- 動物朋友（水豚）

2018年
- 蠟筆小新（幼稚園小孩G）
- 失憶煽動WIXOSS（女高中生）

2019年
- 魔術學姐（學生、小孩）
- 異世界超能魔術師（阿爾梅達）
- 募戀英雄 PIECE OF TRUTH（女子）

2020年
- 淘氣貓2020：家有圓圓？！～我家的圓圓你知道嗎～（女高中生）
- D4DJ First Mix（女學生）
- 攀岩少女！（女高中生A）

2021年
- BEASTARS 第2期（阿姨）
- 擾亂 THE PRINCESS OF SNOW AND BLOOD
- 緋紅結繫（解說員）
- BLUE REFLECTION：澪（女學生）
- IDOLiSH7 Third BEAT!（女播音員）
- 異世界食堂2（町人）
- 世界頂尖的暗殺者轉生為異世界貴族（莉子）

2022年
- 成為女主角！~被討厭的女主角和秘密的工作~（鈴木、觀眾B、放送委員）
- 派對咖孔明（派對咖、女高中生、路人、觀眾）
- 異世界藥局（女客人）
- 王者天下 第4期（小孩）
- 秋葉原冥途戰爭（袋鼠王牌女僕、兔店長、女僕羊的女僕、愛美的部下、烏帕茲路人、女僕）

2023年
- Buddy Daddies 殺手奶爸（多蘿西、媽媽友、女性客、記者、幼兒園兒童、大河的母親、保護者）
- 東京復仇者 聖夜決戰篇（女孩子A）
- 肌肉魔法使-MASHLE-（雷格羅的母親、考官）
- 她去公爵家的理由（史蒂芬妮·卡萊爾）
- 幻日夜羽 -鏡中暉光-
- 黑暗集會（A子、接待、女學生、平琴子、靈、店員、嬰兒、天使大人、水子靈、少年、女孩子、佐佐木雙葉）
- 我的幸福婚約（齋森家傭人）
- SHY靦腆英雄（小孩）
- 咒術迴戰 懷玉·玉折 / 澀谷事變（官公廳職員、普通人）

2024年
- 北海道辣妹金古錐（學生）
- 王者天下 第5期（少女）
- 迷宮飯（王妃）
- 戰國妖狐（鶴吉的姐姐）
- 因為不是真正的夥伴而被逐出勇者隊伍，流落到邊境展開慢活人生2nd（少女的母親）
- 戰隊大失格（日日輝的母親）
- 神之塔 第2期（玲子）
- 深夜Punch（EVENT客）
- 亂馬½（學生）
- 悲喜漁生（小孩）

2025年
- 地縛少年花子君2（學生A、學生C、影護士B）
- 一兆＄遊戲（偶像）

### 劇場版動畫
2020年
- 巨蟲列島（宮園惠美子）

2022年
- 通往夏天的隧道，再見的出口

### OVA
2015年
- 眷戀你的溫柔（瀨谷壹〈幼年〉）

### 網路動畫
2021年
- 終末的女武神（女性B、女性、宮本伊織）

2023年
- 終末的女武神 第2期（帕爾瓦蒂、母親）

### 遊戲
2014年
- 我家公主最可愛（熾天姬 路西法[7]）

2015年
- 宿命的王女（莫妮卡）
- 戰亂的武士王國（太田道灌[8]、德川秀忠[9]）
- 戀之丘學園救助部（火野郁實[10]）

2016年
- 幻塔戰紀：幽靈格里芬（女性聲音）
- 戰國明日香ZERO（藤岡九兵衛）
- 放學後的少女團（不破靖奈[11]）

2017年
- 龍之卵（女武神）
- DUELS X MACHINA（哥倫比亞）

2018年
- 怪物彈珠（2018年 - 2025年 若施堡史塔〈進化前〉[12]、姬路[12]、和魂[13]、瑪莉・安琪[14]、戴堤阿卡魯[15]）
- 超異域公主連結☆Re:Dive（蟲子怪獸）

2019年
- 夢幻之星Online2 es（アステユニコン、スサノグレン、リベラシオン）
- 卡拉邦CARAVAN STORIES（奧爾加[16]）

2020年
- 潘朵拉的迴音（PPSh-41、[17]、シャーマンジャンボ[18]）
- 女友伴身邊（2020年 - 2024年 羽鳥晶〈第2代〉）
- Big Bad Monsters（赤羽凛[19]）

2021年
- 蔚藍檔案（2021年 - 2024年 栗村愛莉[20]）

2023年
- 天空之塔（[21]）

2024年
- 逆轉奧賽羅尼亞（真白）

## 外部連結
- 水森ちこ｜BLACK SHIP （页面存档备份，存于）
- ましろの今日もわっしょいー！CV.杉村ちか子，存于（SHOWROOM）
- 水森千子的X（前Twitter）